# ナビア (ルシタニア神話)

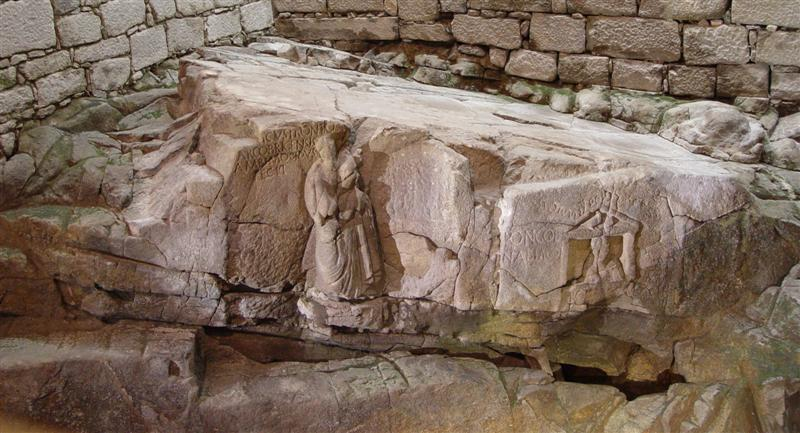
ブラガのフォンテ・ド・イドロ

ナビア (Nabia) は、ガレキア神話およびルシタニア神話において、現在のガリシア州、アストゥリアス州およびポルトガルで信仰された川と水の神。
現在のガリシア州とアストゥリアス州を流れるナヴィア川およびアヴィア川やブラガ近くを流れるネイヴァ川、トマール内を流れるナボー川の命名由来と考えられる。
ブラガのフォンテ・ド・イドロに明記されるなど、カレキ・ブラカリでは人気が高い女神であった。